# مسلسل متوسط

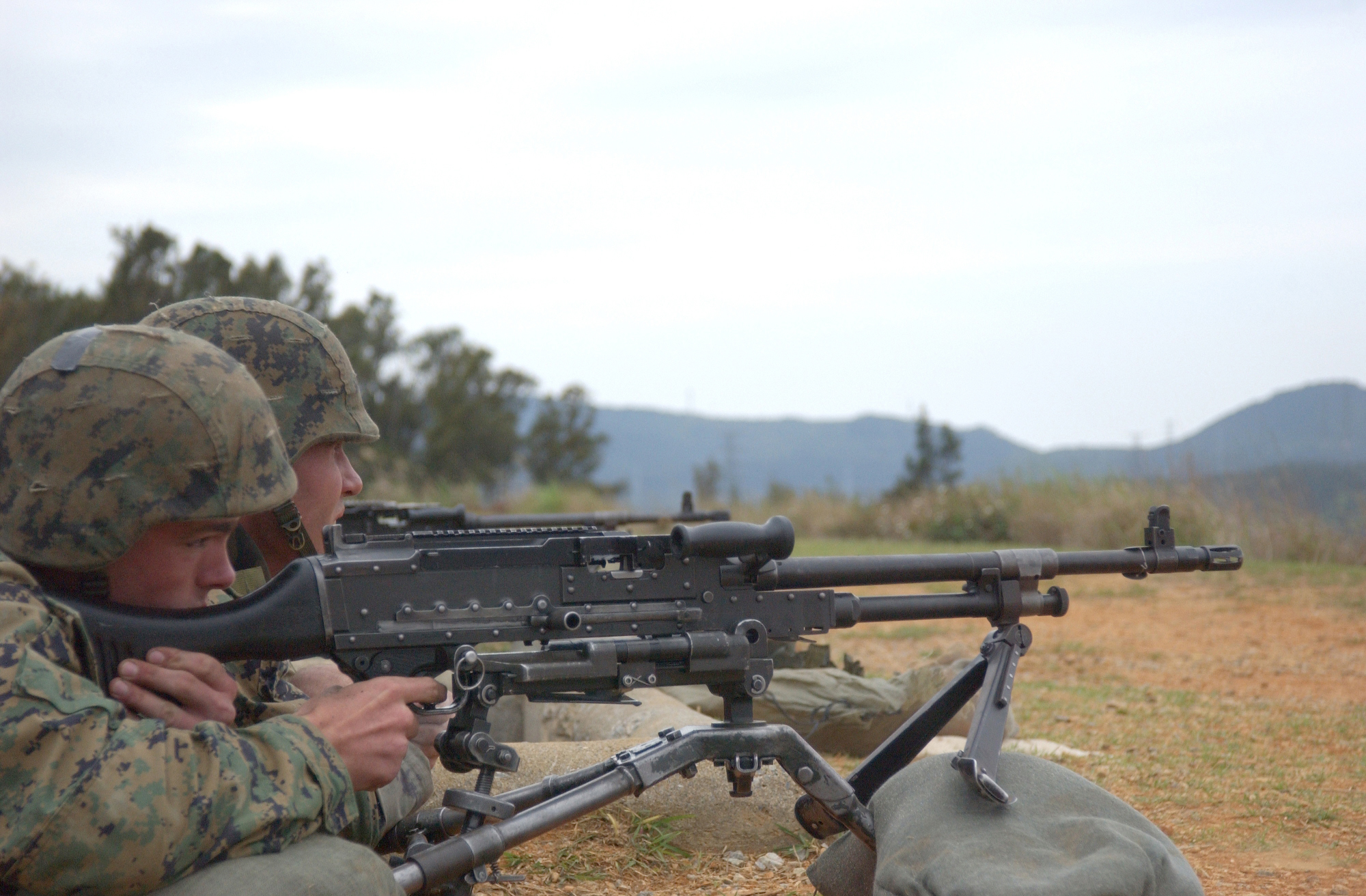
تیربار متوسط M240G

مسلسل (تیربار) متوسط به مسلسل‌هایی گفته می‌شود که با فشار هوا خنک شده، از نوار فشنگ تغذیه می‌شوند و قابلیت تعویض سریع لوله را دارند و می‌توان از آن‌ها در نقش‌های مختلفی از جمله آتش پشتیبان پیاده‌نظام، سلاح خودروهای جنگی و بالگردها یا به صورت ثابت در سنگرها استفاده کرد.
تیربارهای متوسط معمولاً از فشنگ‌های پرقدرت تفنگ جنگی مثل فشنگ ۷٫۶۲x۵۱ ناتو استفاده می‌کنند.